# Frederic al II-lea al Sfântului Imperiu Roman
Frederic al II-lea  (n. 26 decembrie 1194, Jesi, Marchia Anconitana, Statele Papale – d. 13 decembrie 1250, Castel Fiorentino⁠(d), Apulia, Italia) din dinastia Stauferilor (descendent al lui Frederic I Barbarossa), a fost fiul împăratului Henric al VI-lea și al Constanței de Sicilia. Frederic a fost ales „Rex Romanorum” (rege al Romanilor) după dorința tatălui său, ceea ce i-a ușurat ascensiunea în anii 1211–1215 pe tronul de împărat, fiind unanim recunoscut după moartea împăratului Otto al IV-lea din dinastia Welfilor (1175–1218).
Frederic al II-lea a fost denumit frecvent stupor mundi („mirarea lumii”) pentru că era un om învățat, vorbind mai multe limbi, după unii istorici: italiana, franceza, latina, greaca, germana și araba. El este numit ca o Creatură minune între monarhii germani din Evul mediu, fiind numit de umanistul și istoricul elvețian Jacob Burckhardt (1818–1897) și ca „primul om modern pe tron”. Această denumire de „om modern” i-a fost atribuită datorită metodelor moderne folosite de el pentru obținerea și păstrarea tronului imperial.

## Viața

### Primii ani
Născut în Jesi, lângă Ancona, Frederic a fost fiul împăratului Henric al VI-lea. Unele cronici menționează că mama sa, Constanța de Sicilia, i-a dat naștere într-o piață publică pentru a nu exista niciun dubiu privind originea sa. Frederic a fost botezat în Assisi.
În 1196 la Frankfurt pe Main Frederic încă la vârsta copilăriei, a fost ales rege romano-german. Drepturile sale în imperiu erau disputate de fratele lui, Filip de Suabia, și de Otto de Braunschweig. La moartea tatălui său în 1197, Frederic, în vârstă de doi ani, se afla în Italia, îndreptându-se spre teritoriile germane, cu protectorul său Conrad de Spoleto. Frederic a fost repede înapoiat mamei sale, Constanța, în Palermo, Sicilia.
Mama lui fusese regină a Siciliei; a dispus ca Frederic să fie încoronat rege al Siciliei, ea urmând să fie regentă. În numele lui Frederic, a eliminat legăturile Siciliei cu Imperiul romano-german (Sfântul Imperiu Roman), trimițându-i acasă pe consilierii lui germani (printre care Markward de Anweiler și Gualtiero da Pagliara), și renunțând la pretențiile asupra statutului de rege german și asupra imperiului. 
La moartea Constanței în 1198, papa Inocențiu al III-lea a devenit protectorul lui Frederic până când acesta a devenit major. Frederic a fost încoronat rege al Siciliei pe 17 mai 1198.

### Împărat
Otto al IV-lea a fost încoronat ca împărat romano-german de către papa Inocențiu al III-lea în 1209. În septembrie 1211, în cadrul Dietei de la Nürnberg, Frederic a fost ales in absentia rege german de o facțiune rebelă sprijinită de Inocențiu, care între timp, ajunsese să-l excomunice pe Otto; a fost din nou ales în 1212, și încoronat pe 9 decembrie 1212 în Mainz; o nouă ceremonie de încoronare a avut loc în 1215. Autoritatea lui Frederic în imperiu a rămas discutabilă, și a fost recunoscut doar în sudul Germaniei; în nord, centrul puterii guelfilor, Otto a continuat să dețină puterea regală și imperială (drept contra-împărat), în ciuda excomunicării sale de către Papă. Dar înfrângerea militară decisivă suferită de Otto la Bouvines l-a obligat să se retragă pe ținuturile ereditare guelfe, unde a murit, practic fără susținători, în 1218. Principii germani, sprijiniți de Inocențiu al III-lea, l-au ales din nou pe Frederic rege al Germaniei în 1215, și papa l-a încoronat rege în Aachen, pe 23 iulie 1215. Cu toate acestea, doar după cinci ani, și negocieri între Frederic, Inocențiu al III-lea și Honorius al III-lea, Frederic a putut fi încoronat ca împărat romano-german la Roma, pe 22 noiembrie 1220, de către papa Honorius al III-lea (succesorul lui Inocențiu după moartea acestuia în 1216). În același timp, fiul lui cel mare, Henric, și-a luat titlul de Rege al Romanilor (al Romei).
Spre deosebire de majoritatea împăraților romano-germani, Frederic a petrecut puțin timp din viața sa în teritoriile germane. După încoronare în 1220, el s-a aflat fie în Regatul Siciliei, fie în cruciadă până în 1236, când a făcut ultima călătorie în imperiu (pe atunci Regatul Siciliei, cu capitala la Palermo, s-a extins în Peninsula Italică, incluzând mare parte din sudul Italiei). S-a întors în Italia în 1237 și a rămas acolo pe durata ultimilor treisprezece ani din viață, fiind reprezentat în imperiul romano-german de fiul său Conrad.
În Regatul Siciliei, a continuat reforma legislativă începută de bunicul său Roger al II-lea în 1140. Inițiativele sale în acest sens au fost vizibile încă din timpul Assizelor de la Capua (1220), dându-și roadele în promulgarea Constituțiilor de la Melfi (1231, cunoscute de asemenea ca Liber Augustalis), o culegere de legi pentru ținutul său remarcabilă pentru acele vremuri, ce a servit drept sursă de inspirație pentru multă vreme. A transformat Regatul Siciliei într-o monarhie absolutistă, primul stat centralizat din Europa care a rezultat din feudalism; a creat de asemenea precedentul priorității legilor scrise. Cu modificări relativ minore, Liber Augustalis a rămas baza legii siciliene până în 1819.
În această perioadă, a construit de asemenea Castel del Monte, iar în 1224 a creat Universitatea din Napoli, astăzi numită Università Federico II, a fost singurul ateneu din sudul Italiei timp de secole.